# Mashiki
Mashiki (益城町, Mashiki-machi) est un bourg du district de Kamimashiki, situé dans la préfecture de Kumamoto, au Japon.

## Géographie

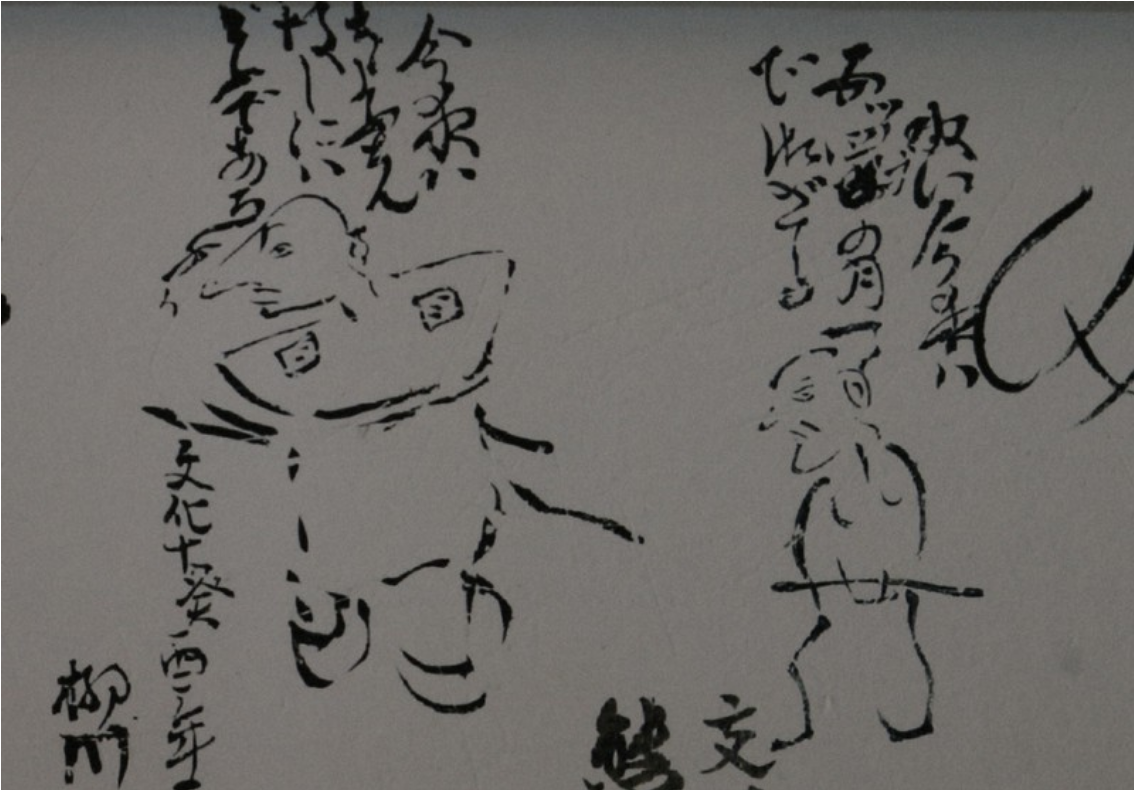
Graffiti, dessins de samouraïs et haïku, mur du temple Iida-san Jorakuji, XIXe siècle.

### Situation
Le bourg de Mashiki se situe près du centre de la préfecture de Kumamoto et à l'est de la ville de Kumamoto, dans le sud-ouest de l'île de Kyūshū. L’aéroport de Kumamoto se situe au nord-est de la ville.

Localisation.

## Transports
Mashiki ne possède pas de chemin de fer, la gare la plus proche se situe dans la ville de Kumamoto.
Le bourg est desservi par deux grandes lignes de transport en commun, Kumamoto à Miyazaki et Kumamoto à Kagoshima.

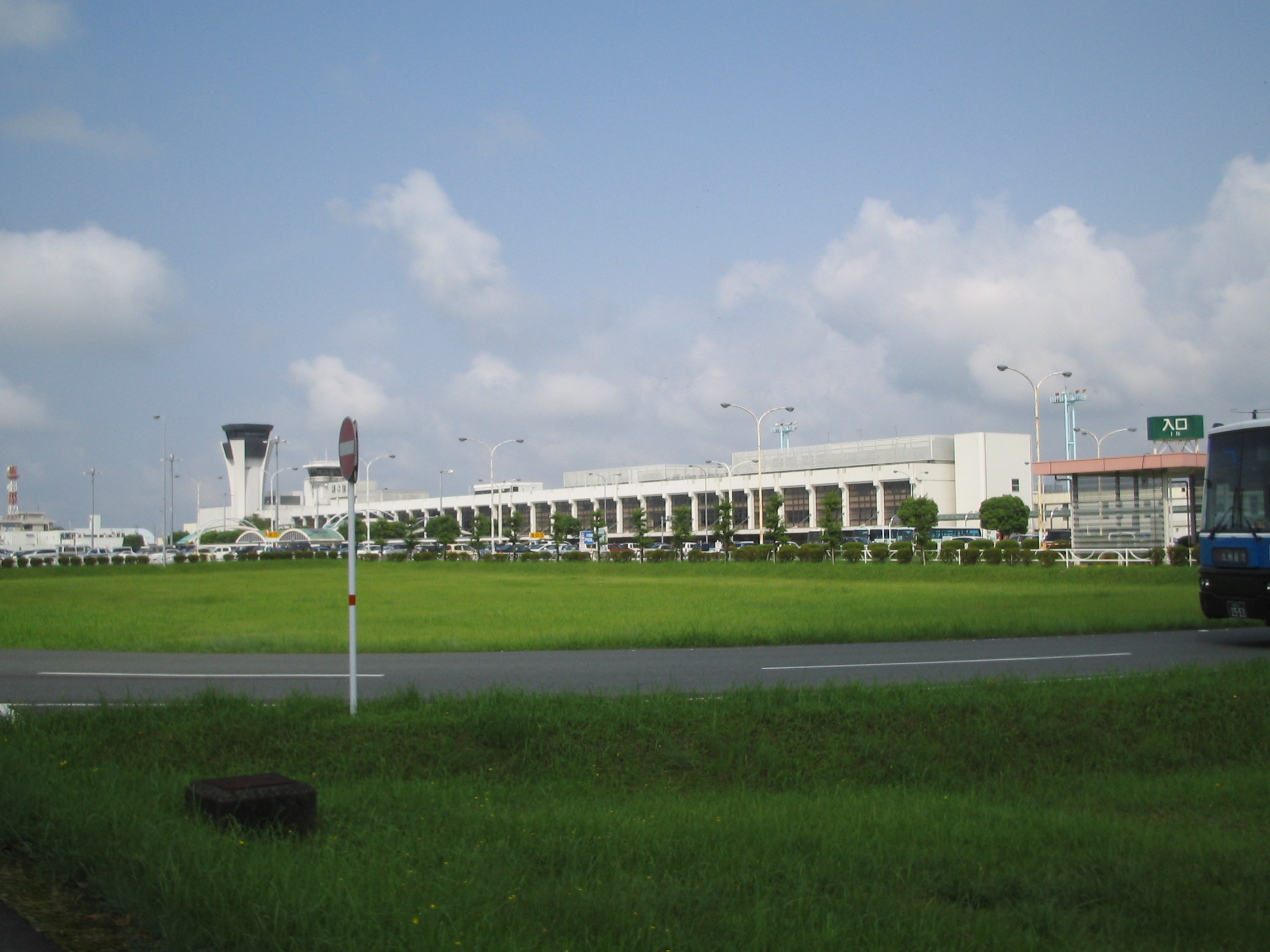
Aéroport de Kumamoto.